# Parc d'État d'Akaka Falls
Le parc d'État d'Akaka Falls (anglais : ‘Akaka Falls State Park) est un parc d'État sur l'île d'Hawai, dans l'État américain d'Hawaï. 

Le parc comprend les chutes ‘Akaka, une grande cascade de 135 mètres de hauteur. ’Akaka signifie dans la langue hawaïenne « fente, séparation; fissure, fente, échelle ». La partie accessible du parc se trouve en haut à droite de la gorge profonde dans laquelle la cascade plonge, et les chutes peuvent être vues de plusieurs points le long d'un sentier en boucle à travers le parc. Les chutes de Kahūnā, une cascade de 91 mètres de haut, sont également visibles, comme plusieurs petites cascades,.

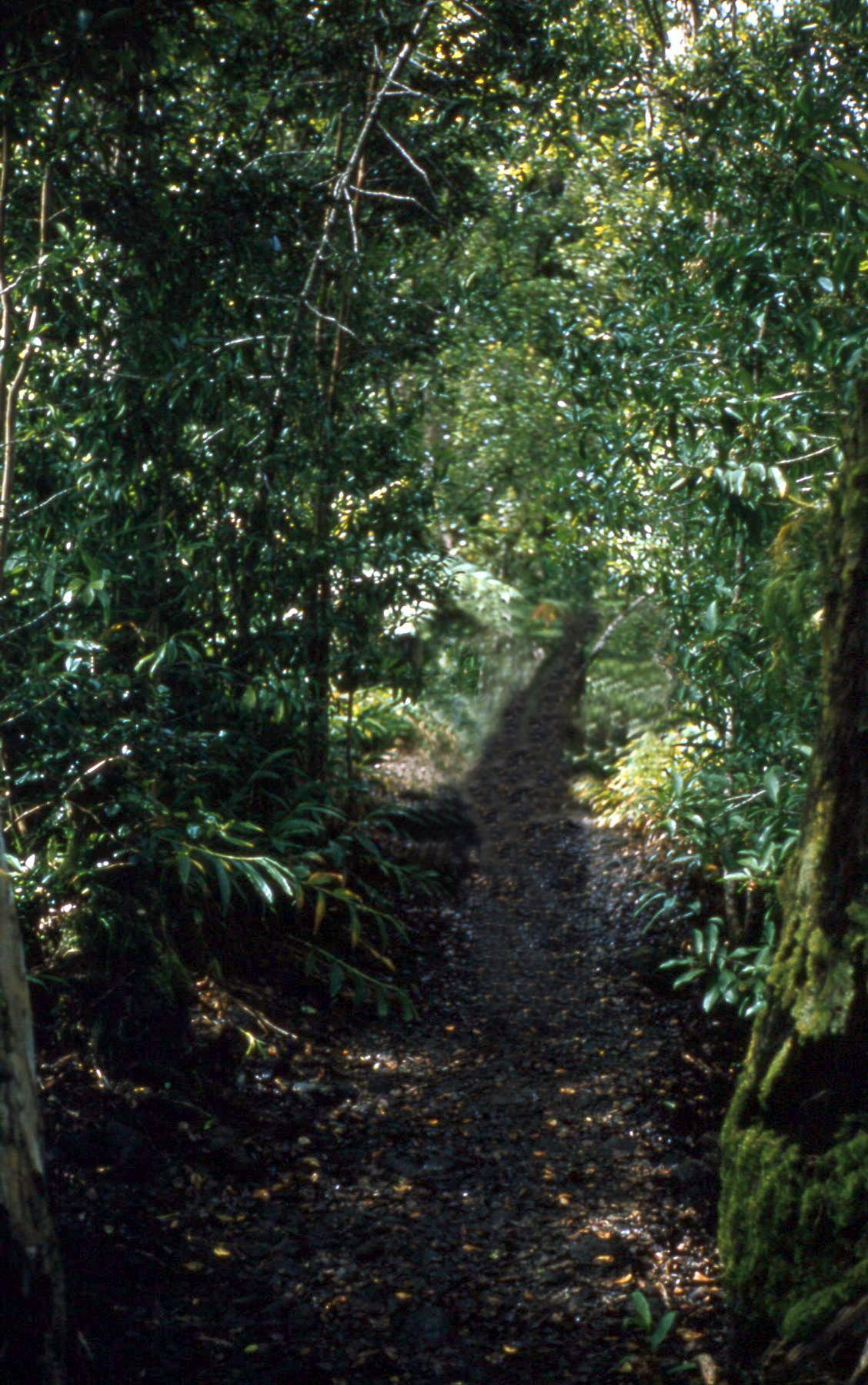
Sentier dans le parc, 1959

## Faune
Le o'opu'alamo'o est une espèce hawaïenne endémique de gobie qui se reproduit dans le ruisseau au-dessus de la cascade, mais grandit dans la mer. Ces poissons ont un disque ventouse sur le ventre qui leur permet de s'accrocher aux rochers humides derrière et à côté de la cascade. À l'aide de ce disque, ils remontent vers le ruisseau lorsqu'il est temps de se reproduire. Une crevette appelée ʻ ōpaekala ʻ a également évolué pour escalader les Akaka Falls et vivre dans le ruisseau Kolekole.

## Voir également
- Liste des parcs d'État d'Hawaï
- Chutes d'Umauma